# Загубье (Ленинградская область)
За́губье — деревня в Свирицком сельском поселении Волховского района Ленинградской области.

## Название
Название деревни связано с её расположением за губой, образованной разливом реки Свирь при впадении в Ладожское озеро.

## История
На карте Санкт-Петербургской губернии Ф. Ф. Шуберта 1834 года упоминается Погост Загубской и смежные с ним сёла: Большое Загубье, состоящее из 99 крестьянских дворов, и Малое Загубье — из 24.

ЗАГУБЬЕ — село принадлежит Казённому ведомству, число жителей по ревизии: 151 м. п., 158 ж. п.

В оном: церковь каменная во имя Рождества Пресвятой Богородицы. (1838 год)

ЗАГУБЬЕ — село Ведомства государственного имущества, по просёлочной дороге, число дворов — 80, число душ — 143. (1856 год)

ЗАГУБЬЕ (ЗАГУБЬЕ БОЛЬШОЕ, ЗАГУБСКИЙ ПОГОСТ) — село казённое при Свирском канале, число дворов — 84, число жителей: 181 м. п., 205 ж. п.;
 Церковь православная . (1862 год)

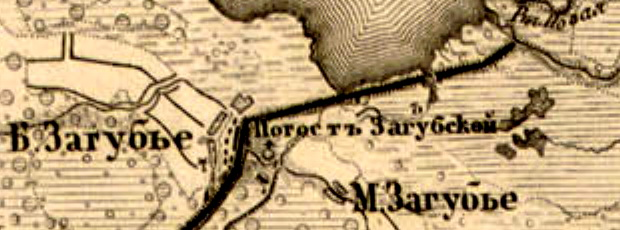
Деревня Загубье на карте 1863 года

Согласно карте 1863 года село состояло из двух частей: Большое Загубье и Малое Загубье. В селе находились церковь, ветряная мельница и Загубский погост.
Сборник Центрального статистического комитета описывал его так:

ЗАГУБЬЕ — село бывшее государственное при Свирском канале, дворов — 70, жителей — 348;
 Церковь православная, лавка. (1885 год)

Согласно епархиальным сведениям 1899 года в селе находилась приходская Спасо-Преображенская церковь. К её приходу относились деревни Минино, Сторожно и Куйвасарь. С 1833 года к ней была приписана церковь Богоявления Господня при Стороженском монастыре.
В конце XIX — начале XX века село административно относилось к Шахновской волости 3-го стана Новоладожского уезда Санкт-Петербургской губернии.
С 1917 по 1923 год деревня Загубье входила в состав Загубского сельсовета Шахновской волости Новоладожского уезда.
С 1923 года в составе Пашской волости Волховского уезда.
С 1927 года в составе Пашского района.
По данным 1933 года деревня Загубье являлась административным центром Загубского сельсовета Пашского района, в который входили 3 населённых пункта: деревни Загубье, Манино и село Сторожено, общей численностью населения 1004 человека.
По данным 1936 года в состав Загубского сельсовета входили 3 населённых пункта, 258 хозяйств и 2 колхоза.

Деревня Загубье на карте 1940 года

С 1955 года в составе Новоладожского района.
В 1961 году население деревни составляло 349 человек.
С 1963 года в составе Волховского района.
По данным 1966 и 1973 годов деревня также находилась в составе Загубского сельсовета и являлась его административным центром.
По данным 1990 года деревня Загубье, а также деревня Сторожно, находились в административном подчинении Свирицкого поселкового совета.
В 1997 году в деревне Загубье Свирицкой волости проживали 95 человек, в 2002 году — 145 человек (русские — 97 %).
В 2007 году в деревне Загубье Свирицкого СП — 68 человек.
Нынешнее Загубье объединяет три старинных села: Большое Загубье, Малое Загубье и Минино.

## География
Деревня расположена в северо-западной части района на автодороге 41К-193 (Паша — Свирица — Загубье).
Расстояние до административного центра поселения — 10 км. Расстояние до районного центра — 90 км.
Расстояние до ближайшей железнодорожной станции Паша — 22 км.
Деревня находится на берегах Старосвирского и Новосвирского каналов, близ устья реки Свирь.

## Демография
| 1862 | 2007 | 2010 | 2017 |
| ---- | ---- | ---- | ---- |
| 386  | ↘68  | ↗103 | ↘46  |

### Национальный состав
Согласно данным Всероссийской переписи населения 2021 года в деревне проживали 83 человека, из них русские — 82, украинцы — 1 человек.

## Достопримечательности
- Церковь Спаса Преображения, каменная, 1829 года постройки, c приделом Георгия Победоносца. Состояние плохое[23].
- Церковь святого великомученика и целителя Пантелеимона, деревянная, 2004 года постройки. Архитекторы: А. Дягилев, В. И. Кузиков, Л. И. Кошелева. Действующая[24].

## Фото

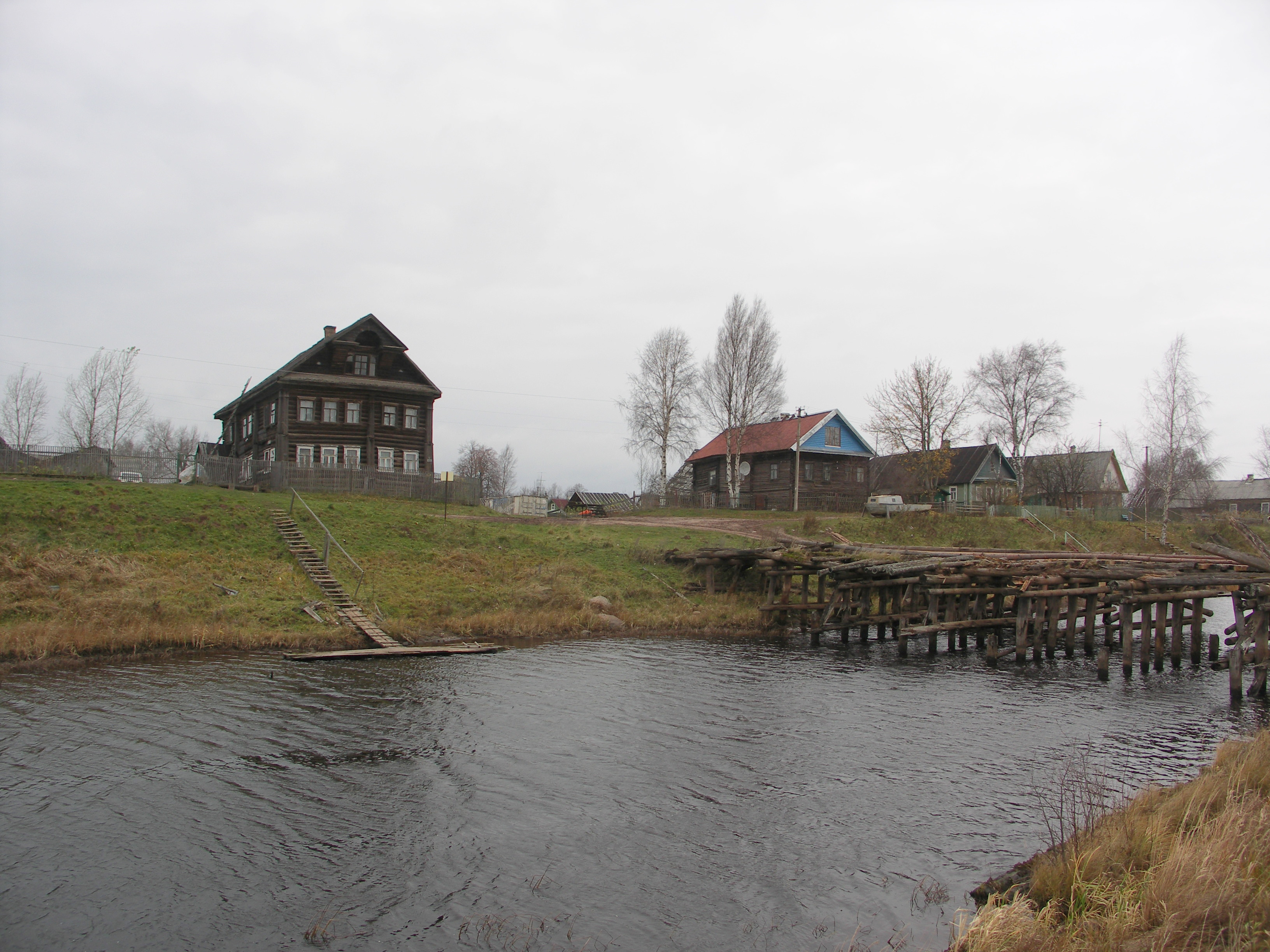
Староладожский канал в Загубье

## Улицы
Дачная, Луговая, Набережная, Озёрная, Староладожская, Центральная, Церковная.